# دی‌جی پریمیر
کریستوفر ادوارد مارتین (به انگلیسی: Christopher Edward Martin) (متولد ۲۱ مارس ۱۹۶۶)، که بیشتر با نام هنری خود دی‌جی پریمیر (به انگلیسی: DJ Premier) شناخته می شود، تهیه‌کننده موسیقی کننده و دی‌جی اهل ایالات متحده آمریکا است.  او یکی از بزرگترین تهیه کندگاه هیپ هاپ در تمام دوران ها به حساب می آید.